# French Island, Australien
French Island är en ö i Australien. Den ligger i delstaten Victoria, omkring 70 kilometer sydost om delstatshuvudstaden Melbourne. Arean är 170 kvadratkilometer. Den sträcker sig 15,5 kilometer i nord-sydlig riktning, och 20,7 kilometer i öst-västlig riktning.
Runt French Island är det ganska glesbefolkat, med 21 invånare per kvadratkilometer. Genomsnittlig årsnederbörd är 1 251 millimeter. Den regnigaste månaden är maj, med i genomsnitt 154 mm nederbörd, och den torraste är januari, med 51 mm nederbörd.